# Murschrottkapelle

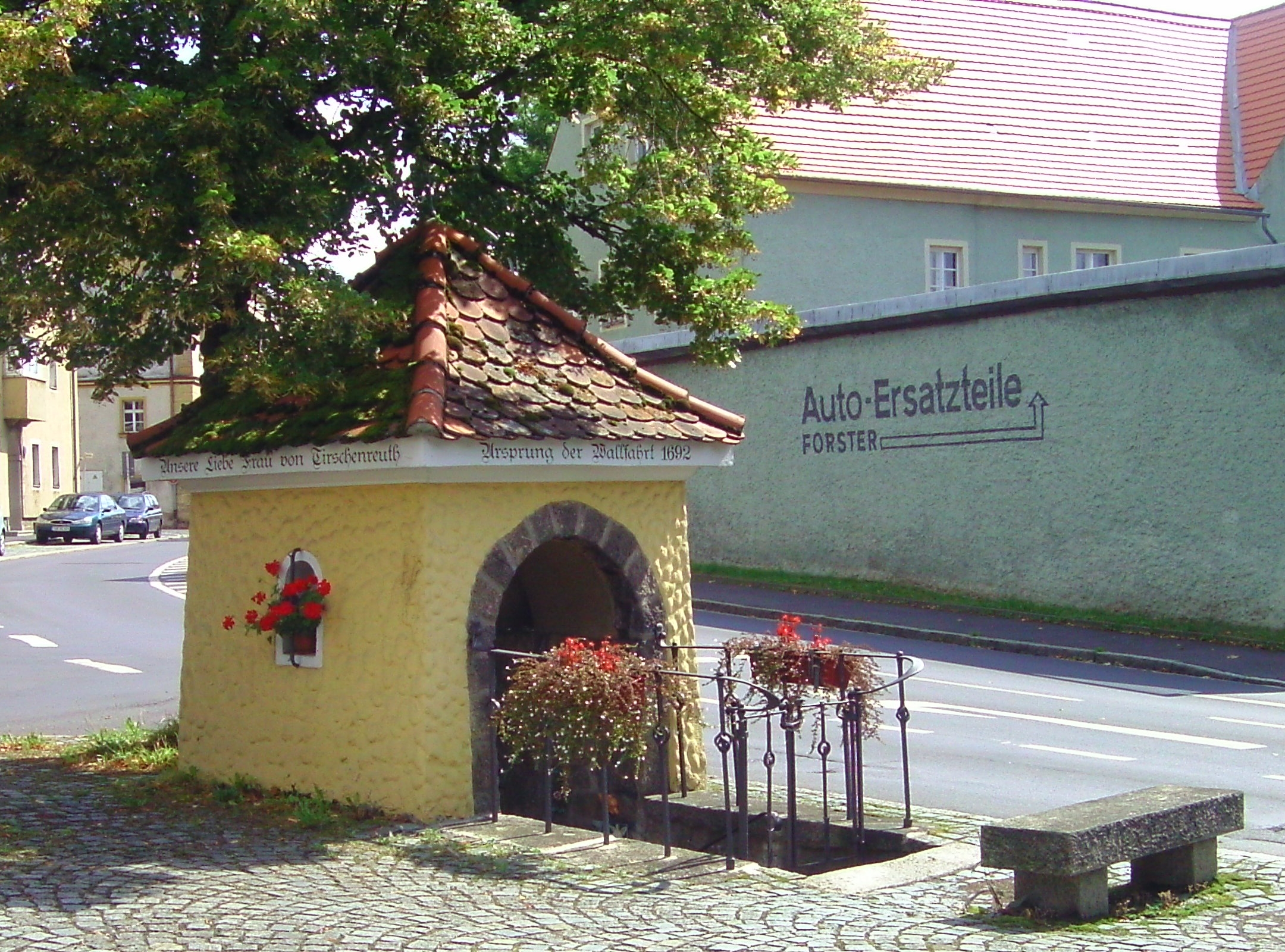
Die Murschrottkapelle

Die Murschrottkapelle ist eine kleine Wallfahrtskapelle in der Oberpfälzer Kreisstadt Tirschenreuth im Bistum Regensburg. Sie wurde Anfang des 20. Jahrhunderts über der Murschrottquelle errichtet.
Anlass für den Bau waren mehrere Heilungswunder zwischen den Jahren 1692 und 1714 an dieser Stelle, an der zu dieser Zeit nur ein Gnadenbild der Schmerzhaften Muttergottes an einem Lindenbaum hing. Nach Bekanntwerden der Wunder in der Stadt pilgerten immer mehr Menschen nach Tirschenreuth, im Jahr 1718 waren es bereits mehr als 11.000 Wallfahrer.
Das Bild der Muttergottes wurde aufgrund der zunehmenden Menschenmengen am 30. November 1721 in die Stadtpfarrkirche gebracht und zwei Jahre darauf wurde eigens für das Gnadenbild eine Gnadenkapelle angebaut.